# Grandimprese
Grandimprese è il quarto album da solista di Mario Venuti, pubblicato nel 2003.

## Tracce
1. Veramente
2. Crudele
3. Bisogna metterci la faccia
4. Un attimo di gioia
5. L'invenzione
6. Re solo
7. Il dono
8. Monna Lisa
9. Le grandi imprese
10. Di cuore, di braccia
11. Sant'Agata su Marte

## Formazione
- Mario Venuti - voce, chitarra acustica, chitarra elettrica, sassofono tenore, basso
- Salvo Cantone - basso
- Roberto Terranova - tastiera, pianoforte, organo Hammond
- Massimo Roccaforte - chitarra elettrica
- Roberto Battini - organo Hammond, pianoforte, tastiera, cori
- Enzo Di Vita - batteria
- Roberto Baldi - pianoforte
- Tony Canto - chitarra elettrica
- Gionata Colaprisca - percussioni
- Angelo Graziano - contrabbasso
- Giovanni Alibrandi - violino
- Giovanni Cucuccio - violino
- Alexandra Dimitrova - violino
- Mario Licciardello - violoncello
- Simone Paradiso - viola
- Giuseppe Privitera - tromba
- Giuseppe Borzì - trombone
- Angelo Pollino - corno
- Angelo Litrico - clarinetto
- Luca Albanese - oboe
- Maurizio Vecchio - flauto
- Mario E. Licciardello - fagotto
- Christian Milani, Dario Ielo, Gregorio Scuto, Rosario Grasso - cori

## Grandimprese (Sanremo edition)
All'indomani della partecipazione al Festival di Sanremo 2004, Mario Venuti pubblica un repacking dell'album Grandimprese, uscito l'anno prima.
La nuova edizione contiene 4 tracce aggiuntive, oltre alle 10 originarie dell'album: la canzone che Mario ha presentato al festival sanremese, Crudele; un duetto con Patrizia Laquidara, Per causa d'amore (già presente nell'album di esordio della cantante siculo-veneta, Indirizzo portoghese); 2 inediti, Nella fattispecie e Una canzone stupida.
L'album presenta inoltre 2 contenuti bonus: i videoclip di Veramente (regia di Christian Bisceglia e Fabrizio Ruggirello, vincitore del Premio Videoclip Indipendente 2003 per la miglior regia) e L'invenzione (regia di Lorenzo Vignolo).

### Tracce
1. Veramente (3' 46")
2. Crudele (4' 00")
3. Bisogna metterci la faccia (4' 00")
4. Un attimo di gioia (4' 19")
5. L'invenzione (4' 22")
6. Re solo (4' 30")
7. Nella fattispecie (4' 20")
8. Il dono (4' 17")
9. Monna Lisa (4' 51")
10. Le grandi imprese (4' 23")
11. Per causa d'amore (3' 35")
12. Una canzone stupida (3' 38")
13. Di cuore, di braccia (4' 33")
14. Sant'Agata su Marte (4' 55")

1. Veramente (videoclip)
2. L'invenzione (videoclip)